# Olive Deering
Olive Deering (Olive Corn: Nueva York, 11 de octubre de 1918-ibíd., 22 de marzo de 1986) fue una actriz estadounidense en activo desde finales de los años 40 hasta mediados de los 60.

## Biografía
Nacida en Nueva York, su nombre verdadero era Olive Corn, y era hermana del actor Alfred Ryder.
Su primera actuación teatral fue un pequeño papel en Girls in Uniform (1933). Además, trabajó en la obra de Moss Hart Winged Victory, en Ricardo II (protagonizada por Maurice Evans), en Counsellor-at-Law (con Paul Muni), y en De repente, el último verano, obra de Tennessee Williams representada en Los Ángeles y que le dio un gran prestigio. Otras producciones en las que participó fueron No for an Answer, Ceremony of Innocence, Marathon '33, The Young Elizabeth, They Walk Alone y Garden District.
En el medio cinematográfico actuó en varios filmes, entre ellos Shock Treatment, Caged, y la película de Cecil B. DeMille Sansón y Dalila, en el papel de Miriam, personaje que retomó en otra producción de DeMille, Los diez mandamientos. 
Deering también trabajó en múltiples programas radiofónicos, entre ellos los seriales True Story y Against the Storm, e intervino en más de 200 programas televisivos, destacando su papel de Desdémona en la producción que The Philco Television Playhouse hizo de la obra Otelo. Una de sus últimas actuaciones televisivas fue la que hizo en el episodio de The Alfred Hitchcock Hour titulado "One of the Family".
Divorciada del actor y director Leo Penn, Olive Deering falleció a causa de un cáncer en 1986, en Nueva York. Tenía 67 años de edad. Fue enterrada en el Cementerio Kensico, en Valhalla (Nueva York).